# Corral Nou (Olivella)
El Corral Nou és una masia d'Olivella inclosa a l'Inventari del Patrimoni Arquitectònic de Catalunya.

## Descripció
És una masia amb un cos central, originari i dos laterals. El cos central té coberta a dues vessants. Un dels laterals té coberta plana i l'altra coberta a un vessant. Consta de planta baixa i pis. Les obertures són de forma rectangular, exceptuant la porta d'entrada que és formada per un arc de mig punt. És interessant a la part posterior de la casa, el corral format per dues arcades de mig punt en mig de les quals, i més elevada, es troba una finestra amb llinda de fusta.

## Història
Aquest mas pertanyia a les Piques i era coneguda com "la casa petita" o el Corral Nou. L'any 1875 fou comprada per Pere Domènech i Grau, el mateix que comprà la Plana Novella i les Piques. L'any 1898, quan els projectes colonitzadors d'en Domènech no varen donar el resultat esperat, hom portà l'heretat a l'encant públic. L'any 1898 havia passat, per deutes, junt a les Piques, als editors barcelonins Montaner i Simón. Ha estat recentment rehabilitada per convertir-se en casa de turisme rural.